# Mon livre favori
 (juin 2014).
Si vous disposez d'ouvrages ou d'articles de référence ou si vous connaissez des sites web de qualité traitant du thème abordé ici, merci de compléter l'article en donnant les références utiles à sa vérifiabilité et en les liant à la section « Notes et références ».
« Mon livre favori », devenue ensuite « Le livre favori », est une collection de romans sentimentaux éditée chez Ferenczi à partir de 1921 et jusqu'en 1958, comprenant 1 265 titres.
La collection compte quelques romans d'amour de Jean du Perry, un des nombreux pseudonymes de Georges Simenon.
L'illustrateur principal des premières couvertures est Henri Armengol.

## Liste des titres
- 1. La Carmen du faubourg par Marcel Priollet, 1921
- 2. Celle qui console par Fernand Peyre, 1921
- 3. Fleur meurtrie ! par Jean de La Hire, 1921
- 4. Folie d'amour par René Schwaeblé, 1921
- 5. L'amour chante... L'amour ment... par Marcel Priollet, 1921
- 6. Cœur douloureux par Pierre de Lannoy, 1921
- 7. Quand l'amour souriait par Jean Bonnéry, 1921
- 8. L'Aumône d'amour par René Valbreuse, 1921
- 9. Et soudain elle surgit ! par Max Dervioux, 1921
- 10. L'Étreinte du passé par H. R. Woestyn, 1921
- 11. De l'amour à la mort par Georges Spitzmuller, 1921
- 12. À travers les larmes ! par Auguste Lescalier, 1921
- 13. De l'or, de l'amour, du sang par Gilles Rosmont, 1921
- 14. La Comtesse Chiffon par Georges Grison, 1921
- 15. L'Amant de la diva par Guy Vander, 1921
- 16. La Bouquetière de la Madeleine par Jean Baptiste Clément, 1921
- 17. L’Amour désespéré par Jean Petithuguenin, 1921
- 18. Affolée par l'amour par Fernand Peyre, 1921
- 19. Pauvre petite chanteuse par Georges Content, 1921
- 20. Mortel Amour par Marcel Vigier, 1921
- 21. Les Fiancés de la mort par Henriette Leenhouder, 1921
- 22. L’Amour qui prie par Jean Bonnéry, 1921
- 23. Gaby, la panthère rouge par Léon Chavignaud, 1921
- 24. L’Innocente Victime par Marguerite de Garat, 1921
- 25. L'amour commande par Michel Nour, 1921
- 26. Celle qui n'aimait pas par Max Dervioux, 1921
- 27. La Douleur de vivre par Paul Dargens, 1921
- 28. Berceuse du cœur par A. Saint-Quenin, 1921
- 29. Cœur de muguet par Delphi Fabrice, 1921
- 30. Le Serment maudit par Jean Kerlor, 1921
- 31. On meurt d'amour par Paul Dargens, 1921
- 32. Les Drames du cœur par Jean de La Hire, 1921
- 33. Les Caprices du cœur par R. D. Brétigny, 1921
- 34. L'Implacable Destin par Fernand Peyre, 1921
- 81. Le Collier d'amour par Marcel Vigier, 1922
- 135. Le Cœur de Nelly par Henri Mansvic, 1923
- 136. La Fugue d'Huguette par Emmanuel Fournier, 1923
- 216. D'un cœur à l'autre par Marc Py, 1925
- 217. Le Bonheur de Nicole par Michel Nour, 1925
- 218. L'Éveil du cœur par François d'Espeil, 1925
- 219. Après la souffrance par Jean Bonnery, 1925
- 220. Vengeance de prince par Claude de Vaudac, 1925
- 221. La Fiancée fugitive par Jean du Perry, 1925
- 222. Seule à vingt ans par René Poupon, 1925
- 223. Secret Amour par Joachim Renez , 1925
- 224. Le Dernier Refuge par Christian Lacluze, 1925
- 225. Le Beau Rêve d'amour par Emmanuel Fournier, 1925
- 226. Mère… et rivale ! par Suzanne Moureu, 1925
- 227. Entre deux haines par Jean du Perry, 1925
- 228. Amour de bâtard par René Poupon, 1925
- 229. La Petite Duchesse par J. Claudael et B. Bernard, 1925
- 230. Péché d'amour par Paul Claude, 1925
- 231. Pour la rendre heureuse par Emmanuel Fournier, 1925
- 232. L’Aimée… et l'autre par Pierre Langeac, 1925
- 233. Une femme qui aime par Emmanuel Valois, 1925
- 234. Cigale d'amour par Joseph Luthy, 1925
- 235. Parce qu'elle aimait par Marcel Idiers, 1925
- 236. Vengeance d'amour par René Poupon, 1925
- 237. Fiancée fidèle par Emmanuel Fournier, 1925
- 238. Suprême Amour par Marcel Vigier, 1925
- 240. Elle croyait à l'amour ! par Henri Mansvic, 1925
- 242. La Disparue par Cornil Bart, 1925
- 243. L’Emprise du passé par Fernand Peyre, 1925
- 244. Le Grand Pardon d'amour par Christian Lacluze, 1925
- 245. Amours d'automne par Joseph Luthy, 1925
- 246. Batailles d'amour par Jean-Louis Morgins, 1925
- 247. Âmes blessées par Alain Berger, 1925
- 249. Si vous rêvez d'amour par Paul Dargens, 1925
- 252. La Fiancée d'un soir par Claude Marsèle, 1926
- 253. Le Cœur qui doute par Gilles Rosmont, 1926
- 254. Poupée jolie par Félix de Kersaint, 1926
- 255. L'Orage sur l'amour par Christian Lacluze, 1926
- 257. La Loi du cœur par Emmanuel Fournier, 1926
- 258. Princesse d'Orient par Michel Nour, 1926
- 259. Plaisir d'amour ne dure... par Suzanne Moureu, 1926
- 260. Chiffette par Paul Claude, 1926
- 261. Il l'accusait à tort par Christian Lacluze, 1926
- 262. Passion fugitive par Jean Montigny, 1926
- 263. L'Enfant d'un autre par Fernand Peyre, 1926
- 264. L'Étreinte du rêver par Jean Baptiste Clément, 1926
- 265. Ombres d'amour par Marcel Vigier, 1926
- 266. La Petite "Pas de chance" par Alain Berger, 1926
- 267. L'amour m'a trompée par Suzanne Moureu, 1926
- 268. La Voix de l'amour par Louis Dausbert, 1926
- 269. Histoire vraie par Claude de Vaudac, 1926
- 270. Je t'attendais ! par René Poupon, 1926
- 271. La Leçon de l'amour par Félix Léonnec, 1926
- 272. Les Yeux qui ordonnent par Jean du Perry, 1926
- 274. Fidou-Misère par Claude de Vaudac, 1926
- 277. La Calomniée ! par J. Claudael et B. Bernard, 1926
- 278. Désespérée par Michel Behar, 1926
- 279. Le Chemin de l'amour par François d'Espeil, 1926
- 280. De la rue au bonheur par Jean du Perry, 1926
- 281. Le Docteur Jean par Paul Claude, 1926
- 282. Aurore et Crépuscule par Rodolphe Bringer, 1926
- 283. Midinette jolie par H. R. Woestyn, 1926
- 284. L'Oasis d'amour par Marcel Vigier, 1926
- 285. Enfin heureux par Georges Grison, 1926
- 286. Fiertés vaincues par Jean-Louis Morgins, 1926
- 287. L'Envol du rêve par René Trotet de Bargis, 1926
- 288. Les serments ont des ailes par Ferdinand Dumaine, 1926
- 289. Les Péchés de l'amour par Suzanne Moureu, 1926
- 290. À l'ombre du vieux château par Joseph Luthy, 1926
- 291. L'Étoile filante par Eugène Carlet, 1926
- 292. Une haine d'amour par H. R. Woestyn, 1926
- 293. Vertige d'amour par Henry de Golen, 1926
- 294. Le Roman d'un modèle par Jean de La Hire, 1926
- 295. La Veuve en rouge par Louise Gnomine, 1926
- 296. Se donner... et mourir ! par Claude de Vaudac, 1927
- 297. Les Surprises du cœur par Horace Vanda, 1926
- 298. Lèvres menteuses par Alain Berger, 1926
- 300. La Villa bleue par Jean Joseph-Renaud, 1926
- 306. Le Retour de l'aimé par Jean d'Ivray, 1927
- 307. Papa ! par Pierre Vaumont, 1927
- 308. Quand le rêve est fini par Claude de Vaudac, 1927
- 312. Au printemps de la vie par H. R. Woestyn, 1927
- 313. Sentiers d'amour par Marcel Vigier, 1927
- 324. Le Roman d'un étudiant par Emmanuel Valois, 1927
- 327. L'amour est un rêve par Pierre Vaumont, 1927
- 328. Le cœur a ses secrets par H. R. Woestyn, 1927
- 332. L'Énigme amoureuse par Marcel Vigier, 1927
- 339. Le Parfum des roses par Pierre Vaumont, 1927
- 342. Pauvres Enfants par H. R. Woestyn, 1928
- 343. La Dame du clair de lune par Marcel Vigier, 1928
- 351. Petite Étoile par Pierre Vaumont, 1928
- 352. Tout passe... la faute demeure par Claude de Vaudac, 1928
- 356. Beaux serments d'amour par H. R. Woestyn, 1928
- 363. Le Fiancé inconnu par Pierre Vaumont, 1928
- 377. L'Affolante Vision par Marcel Vigier, 1928
- 379. L'Enfant sans père par Pierre Vaumont, 1928
- 418. Jacqueline et son chauffeur par Claude Desvalliers, 1929
- 453. Petite Poupée par Étienne de Riche, 1929
- 479. C'est toi que j'aime par Paul Dargens, 1930
- 520. Je n'oublierai pas par Félix de Kersaint, 1931
- 521. Un cœur d'artiste par Pierre Etiamsi, 1931
- 522. Le Plus Grand Crime par Jean Laurent, 1931
- 523. L'Infidèle par Jeanne Moreau-Jousseaud, 1931
- 524. Nous nous aimerons quand même par Paul Dargens, 1931
- 525. L'Enfant trouvé par Guy Vander, 1931
- 526. La Villa du soleil par Mathilde Osso, 1931
- 527. Sa part d'amour par Max-André Dazergues, 1931
- 528. Le Bâtard vengeur par Nelly Jolivet, 1931
- 529. L'Effroi d'aimer par Sadi Sauternes, 1931
- 530. Les Ronces du bonheur par Jean Montigny, 1931
- 531. Fiançailles tragiques par Julien Voultonne, 1931
- 532. La Rivale par Pierre Blénod, 1931
- 533. Pourquoi s'aimer ? par Pierre Vaumont, 1931
- 534. Celles d'aujourd'hui par Yves Renaud, 1931
- 535. Le Baiser dans la neige par Max Dervioux, 1931
- 536. Douloureux Secret par Jean de Viré, 1931
- 537. Qu'importe le passé ! par C. Fongrave, 1931
- 538. Le Démon d'amour par Guy de Beaufort, 1931
- 539. Mari indigne par Raoul Le Jeune, 1931
- 540. Tragique Comédie par Joachim Renez, 1931
- 541. Pour le bonheur de l'autre par Marie-Anne Hullet, 1931
- 542. Petit "Mignon" par Félix Léonnec, 1931
- 543. L'Oiseau des tempêtes par Willie Cobb, 1931
- 544. Ma "Suzon" par Max-André Dazergues, 1931
- 547. Âme de clown par Yvon Léo, 1931
- 548. Elle aimait, elle pardonna ! par Florence Michael, 1931
- 550. "Petite Fleur" par Claude Desvalliers, 1931
- 552. Notre secret par Pierre Valmont, 1931
- 553. La Peur de souffrir par Pierre Etiamsi, 1931
- 556. Pauvre cœur brisé par Jean Laurent, 1931
- 557. Le Droit de chacune par Max Dervioux, 1931
- 559. La Belle aux trois flirts par Max-André Dazergues, 1932
- 560. Trahison de femme par Paul Dargens, 1932
- 561. La Bâtarde par Jean Dangéry, 1932
- 563. Ses trois amours par Willie Cobb, 1932
- 564. Qui me consolera ? par Marie-Anne Hullet, 1932
- 567. L'Ombre des jours enfuis par Sadi Sauternes, 1932
- 570. Lâche devant l'amour par André Hache, 1932
- 574. Vous êtes si jolie ! par Jeanne Moreau-Jousseaud, 1932
- 576. Le Mystère de la péniche par Max-André Dazergues, 1932
- 578. L'Heure d'être à toi par Pierre Etiamsi, 1932
- 579. Cœurs aveugles par Julie Dangennes, 1932
- 581. Quand l'amour meurt ! par Paul Dargens, 1932
- 582. Je te donne mon cœur par Didier Davenel, 1932
- 583. Mariée ! par Félix Léonnec, 1932
- 584. Les Pantins de l'amour par François d'Espeil, 1932
- 588. Comme ils vont souffrir ! par Jean Dangéry, 1932
- 589. Partir, c'est mourir... par Paul Dargens, 1932
- 593. Mademoiselle Clair de Lune par Willie Cobb, 1932
- 594. Toi qui m'abandonne... par Pierre de Lannoy, 1932
- 595. Aimée jusqu'au crime par Marie-Anne Hullet, 1932
- 596. Le Mal de vieillir par Guy Vander, 1932
- 598. Un nid d'amour par Pierre Vaumont, 1933
- 602. Fille d'Amérique par Yvon Léo, 1932
- 604. Après le désir par Hubert Mareuil, 1932
- 605. Menteur d'amour par Suzanne Mercey, 1932
- 606. Un drame au crépuscule par Max-André Dazergues, 1932
- 607. Je rêve de vousr par Paul Dargens, 1932
- 608. Fille de prince par Willie Cobb, 1932
- 609. Le Calvaire d'une épouse par Laurette Jacques, 1932
- 611. Le Roman d'un cow-boy par Félix Léonnec, 1932
- 612. Elle pensait à l'amour par Didier Davenel, 1933
- 614. À quoi sert d'aimer ? par René Poupon, 1933
- 615. Beauté-Triomphe-Fortune par Claude Desvalliers, 1933
- 616. Nuit d'épouvante par Joachim Renez, 1933
- 618. Le Passé d'une morte par Pierre Etiamsi, 1933
- 619. Le Cœur des hommes par Paul Maraudy, 1933
- 622. Le Trottin de minuit par Max-André Dazergues, 1933
- 623. Pauvre Sœurette par Jean Laurent, 1933
- 624. Le Mal d'aimer par Julie Dangennes, 1933
- 625. Père indigne par Max-André Dazergues, 1933
- 627. Le Pouvoir d'une femme par Éric Stanley, 1933
- 628. Le Fils du bandit par Jeanne Moreau-Jousseaud, 1933
- 629. Domptée par Ludovic Morin, 1933
- 631. La Petite Madone par Mario, 1933
- 633. La Tempête dans un foyer par Julien Lescap, 1933
- 638. L'Enfant abandonnée par Claude de Vaudac, 1933
- 639. Reine de beauté par René Claude, 1933
- 640. Le Couvent... ou l'Amour par Mario, 1933
- 641. Rien que vous... par Pierre Vaumont, 1933
- 642. Aimer jusqu'à en mourir... par Guy de Novel, 1933
- 644. L'Épouse coupable par Félix Léonnec, 1933
- 645. Petite Mariée par Max Dervioux, 1933
- 646. La Tragédie amoureuse par Hubert Mareuil, 1933
- 648. Le Silence de la tombe par Paul Dargens, 1933
- 649. Par un jour d'orage par Marie-Anne Hullet, 1933
- 652. Le Foyer dévasté par Pierre Etiamsi, 1933
- 653. Sans amour par Jeanne Moreau-Jousseaud, 1933
- 655. L'Histoire d'un amour par Claude Vincelle, 1933
- 658. Le Moulin hanté par Jehan d'Ivray, 1933
- 659. Nul ne saura aimer par Jean d'Yvelise, 1933
- 660. Pour son petit par Jeanne Moreau-Jousseaud, 1933
- 662. À l'heure du Réveillon par Alain Berger, 1933
- 664. Ainsi va la vie... par Didier Davenel, 1934
- 668. Un rêve du temps passé par Marie-Anne Hullet, 1934
- 669. Entre l'amour et le devoir par Paul Ellen, 1934
- 671. Le Film d'une vie par Jean Laurent, 1934
- 673. L'Empoisonneuse par Claude Desvalliers, 1934
- 674. Les Ronces du chemin par Jeanne Moreau-Jousseaud, 1934
- 675. L'Étreinte troublante par Pierre de Lannoy, 1934
- 676. Lucette, dactylo par Julie Dangennes, 1934
- 677. Adieu ! petits chagrins... par François d'Espeil, 1934
- 682. Belle nuit d'amour par Mathilde Osso, 1934
- 685. Beauté et Cruauté par Jeanne Moreau-Jousseaud, 1934
- 687. Son rêve réalisé par Marie-Anne Hullet, 1934
- 688. La Porte des pleurs par Max-André Dazergues, 1934
- 690. Pour sa mère par Max Dervioux, 1934
- 691. La Belle Américaine par Pierre de Lannoy, 1934
- 692. Un grand amour par René Claude, 1934
- 693. Te souviens-tu ? par Pierre Etiamsi, 1934
- 695. La Ballade à "s'amie" par Paul Maraudy, 1934
- 696. Pure et outragée par Marie-Anne Hullet, 1934
- 697. Mareska la gitane par Jean Biso, 1934
- 699. Le Pardon du père par Félix Léonnec, 1934
- 701. Cœur d'humble jeune fille par Max Dervioux, 1934
- 702. Le Fardeau de la honte par Jean Bonnery, 1934
- 703. Marions maman ! par René Claude, 1934
- 704. La Vengeance de Vénus par Max-André Dazergues, 1934
- 706. L'Image du passé par François d'Espeil, 1934
- 708. Séduite... Vengée ! par Claude Marsèle, 1934
- 711. La Peur du scandale par Paul Maraudy, 1934
- 713. Son grand rêve d'amour par Mathilde Osso, 1935
- 715. L'Amant mystérieux par Willie Cobb, 1934
- 716. Vaincu par le désir par Julien Lescap, 1935
- 717. Les Forçats de l'amour par Alain Berger, 1935
- 718. L'Empreinte de l'autre par Maurice Léonard, 1935
- 721. Tu seras folle ! par Jean de La Hire, 1935
- 722. Un cœur qui se donne par René Trotet de Bargis, 1935
- 723. L'Impossible Union par Max Dervioux, 1935
- 725. La Barrière de l'amour par Louis-René Bazin, 1935
- 726. Amours de prince par Jean Brévam, 1935
- 727. Pour un soir d'amour par Paul Maraudy, 1935
- 729. Pour un soir en feu par Max Dervioux, 1935
- 730. L'Accusée par Jean Bonnéry, 1935
- 731. La Petite "Pas de chance" par Alain Berger, 1935 (réédition du no 266)
- 732. Prise au piège par Fernand Peyre, 1935
- 739. Roses cueillies par Max Dervioux, 1935
- 741. Chiffette par Paul Claude, 1935  (réédition du no 260)
- 742. L'Enfant de la folle par Max-André Dazergues, 1935
- 744. Au pays de l'amour par Marcelle de Morthone, 1935
- 746. Le Poison du cœur par Gabriel Paysan, 1936
- 750. Les Raisons du cœur par Albert Dubeux, 1935
- 751. Dans l'ombre de l'amour par Claude de Vaudac, 1935
- 752. L'Énigme d'une femme par Max Dervioux, 1935
- 753. L'Air de Paris par Jean-Louis Morgins, 1935
- 754. Son cœur et son sang ! par Max Dazergues, 1935
- 756. Le Secret de la chapelle par Gilles Hersay, 1935
- 757. La Tendresse qui sauve par Julien Lescap, 1935
- 758. Petite-mère Marie par René Virard, 1935
- 759. Seule parmi les flots par Suzanne Mercey, 1935
- 760. L'Ultime Prière" par Marthe Doranne, 1935
- 761. Deux rivales par Paul Maraudy, 1935
- 762. Le Jeu du hasard par Jean-Louis Morgins, 1935
- 764. Le Cœur refermé par Léo Gestelys, 1935
- 766. Rebelle et conquise ! par Henry de Golen, 1935
- 767. Accusée ! par Line Deberre, 1935
- 768. Son seul amour par René Claude, 1935
- 769. Mariusa, petite marquise par Pierre Montanay, 1936
- 770. À la petite chaumière par Jean Laurent, 1936
- 771. Bonheurs perdus par Paul Claude, 1936
- 772. Adieu ! Chérie... par Jean-Louis Morgins, 1936
- 774. La Femme Blonde par Jean d'Yvelise, 1936
- 775. Le Magnifique Pardon par Léo Gestelys, 1936
- 776. La Seconde Femme par Pierre Montanay, 1936
- 777. L'Enfant du bal-musette par Max-André Dazergues, 1936
- 778. La Voix du remords par Paul Maraudy, 1936
- 779. Celui qu'on accusait par Ernest Richard, 1936
- 780. Reine de bandits par Max Dervioux, 1936
- 781. Trois amours... une vie par Marthe Doranne, 1936
- 782. Le Cœur et son mirage par Eugène Henry, 1936
- 783. Proie d'amour par Suzanne Mercey, 1936
- 785. Les Jeux de poupée par Jacques Saint-Priest, 1936
- 786. Françoise et ses fiancés par Antonin Desgranges, 1936
- 787. La Petite Américaine par Mathilde Osso, 1936
- 790. Gosse de crise par Max-André Dazergues, 1935
- 792. L'Amour à la ferme par Jean Laurent, 1936
- 793. L'Oiseau sans nid par Albert Dubeux, 1936
- 796. ...Et la nuit pour complice par Claude Marsèle, 1936
- 797. Petite Fiancée par Willie Cobb, 1936
- 800. La Mélodie mortelle par Marthe Doranne, 1936
- 802. Il faut payer par Paul Maraudy, 1936
- 803. Cœur épris par Mathilde Osso, 1936
- 804. Le Guet-Apens par Albert Dubeux, 1936
- 805. L'Amour ou la Mort par Alain Berger, 1936
- 825. Le Mendiant en smoking par René Virard, 1937
- 859. Un vrai mauvais garçon par René Virard, 1937
- 880. Le Favori par Lidone, 1938
- 896. Déçue par l'amour par Jean Namur, 1938
- 910. Vautours de Paris par Jean Namur, 1938
- 921. La Vénus terrestre par René Virard, 1938
- 929. Le Calvaire d'un amant par Jean Namur, 1939
- 945. Par une nuit d'ivresse par Jacques Redanges, 1939
- 947. L'Étape du bonheur par Jean Glachant, 1939
- 948. L'Île du rêve par Jacques Saint-Priest, 1939
- 949. Amour, cruel amour ! par Michèle Brémont, 1939
- 950. L'Amant de l'espionne par André Clouet, 1939
- 951. L'Inconnu du 14 juillet par Jean Laurent, 1939
- 952. Blanche-Reine par Félix Celval, 1939
- 953. Un enlèvement moderne par Max Dervioux, 1939
- 954. Sur les ruines du passé par Henriette Caton, 1939
- 957. Un nid d'amour par Georges Martin-Georges, 1939
- 958. "Carena" par Lidone, 1939
- 959. L'amour démasque la haine par Marthe Doranne, 1939
- 962. Le Destin Vengeur par Jean Namur, 1939
- 963. Fiancée bretonne par René Poupon, 1939
- 964. À New York... un soir par Henriette Caton, 1939
- 966. L'Amoureux de la Sainte-Catherine par Line Deberre, 1939
- 968. Le Secret des vivants par Claude Marsèle, 1939
- 969. Pourront-ils s'aimer ? par Jacques Saint-Priest, 1939
- 970. Rosine et l'amour par Anny Lorn, 1939
- 972. Sur la pente fatale par Max-André Dazergues, 1940
- 973. L'Horrible Tourment par René Virard, 1940
- 974. L'Amour d'un va-nu-pieds par Jean Namur, 1940
- 976. À travers les barreaux par Georges Muriel, 1940
- 977. Le Foyer sans amour par Henriette Caton, 1940
- 978. Pour réparer un crime par Jacques Redanges, 1940
- 980. La Statue de glace par Ariette Prêle, 1940
- 981. L'Amour de Rose par Jean Laurent, 1940
- 982. La Proie des rapaces par Paul Maraudy, 1940
- 984. Coupable Silence par Jean Namur, 1940
- 986. La Femme de papa par Marion Gilbert, 1940
- 987. Deux femmes dans une vie par Léo Gestelys, 1940
- 988. Une simple comédienne par Ernest Richard, 1940
- 989. Une courtisane par Guy de Beaufort, 1940
- 990. Blessée au cœur par Claude Marsèle, 1940
- 992. Protégée par une étoile par Ariette Prêle, 1940
- 994. Là... où souffle l'amour par Jeanne Montcernac, 1940
- 995. Au carrefour de la vie par Max Dervioux, 1940
- 996. Annie aux dix amours par Willie Cobb, 1940
- 997. Parlons d'amour par Claude Marsèle, 1940
- 998. Ils l'aimaient tous les deux par Jean Namur, 1940
- 999. Amoureuse Poursuite par Ariette Prêle, 1941
- 1000. Huguette, mon amour ! par Antoine Laurent, 1941
- 1001. Ce jouet du destin par Line Deberre, 1941
- 1002. Jolie Réfugiée par Kit, 1941
- 1003. Le Manoir de la folie par Line Deberre, 1941
- 1005. La Guinguette aux chansons par René Virard, 1941
- 1007. Tragiques Mirages par Marthe Doranne, 1941
- 1008. Fleur de nuit par Henriette Caton, 1941
- 1009. L'Appel de la race par André Clouet, 1941
- 1012. L'amour n'est pas un film par René Virard, 1941
- 1013. Le Destin des quatre par Ariette Prêle, 1941
- 1014. L'Aventureux Retour par Kit, 1941
- 1015. Mon ennemi l'amour par Willie Cobb, 1941
- 1016. La Marche du destin par Anny Lorn, 1941
- 1017. La Victime inconnue par Claude Marsèle, 1941
- 1018. La "Tombe à la fille" par Paul Audillac, 1941
- 1023. Mystère au music-hall par René Virard, 1942

Arrêt de publication pendant la Deuxième Guerre mondiale. Reprise de la collection, rebaptisée Le Livre favori en 1947
- 1024. La Plus Belle Aventure par Yanka, 1947
- 1025. Sous le signe du bonheur par Henriette Caillault, 1947
- 1026. Maïna la mystérieuse par Henriette Caton, 1947
- 1027. C'est toi que j'aime par René Virard, 1947
- 1028. La Fuite sans retour par Claude Marsèle, 1948
- 1029. Un roman de quat'sous par Jeanne Montcernac, 1948
- 1030. Le Réveil de l'amour par Jean d'Yvelise, 1948
- 1032. La Danse du cygne par Ernest Richard, 1948
- 1033. La Richesse du cœur par Anny Lorn, 1948
- 1034. Entre deux amours par Jean d'Yvelise, 1948
- 1035. Au cœur du mensonge par Jean Dryer, 1948
- 1036. Les Yeux d'or par Jacques Redanges, 1948
- 1037. La Femme qu'on désire par Louis Bonzom, 1948
- 1038. Sa majesté "l'Argent" par Georges Muriel, 1948
- 1039. Pour l'amour d'un aventurier par Henriette Caton, 1948
- 1040. À l'ombre de la gloire par Anny Lorn, 1948
- 1041. Toute une vie de femme par Line Deberre, 1948
- 1042. L'Odieux Chantage par Paul Maraudy, 1948
- 1043. De cœur en cœur par Ernest Richard, 1948
- 1044. À travers les barreaux par Georges Muriel, 1948 (réédition du no 976)
- 1045. Pour son baiser par Henriette Caton, 1948
- 1046. L'amour vivait encore par Jean d'Yvelise, 1948
- 1047. L'Homme de sa vie par Michèle Brémont, 1948
- 1048. Rosine et l'amour par Anny Lorn, 1948
- 1049. La Vengeance de Jérôme Riondet par France Noël, 1948
- 1050. Un cœur abdique par Henriette Caton, 1948
- 1051. Un cœur s'égare par Henriette Caillault, 1948
- 1052. Jenny danseuse par Anny Lorn, 1949
- 1053. Mon ami Jacques par Henriette Caton, 1949
- 1054. Le Plus Grand Amour par Dominique Denis, 1949
- 1055. La Marche du destin par Anny Lorn, 1949
- 1056. Le Dernier Rôle par Max Dervioux, 1949
- 1057. Le Mariage de Ginette par Jean d'Yvelise, 1949
- 1058. Quand l'amour est vainqueur par Dominique Denis, 1949
- 1059. La Proie des rapaces par Paul Maraudy, 1949 (réédition du no 982)
- 1060. L'Union des cœurs par Ernest Richard, 1949
- 1061. Hantise d'amour par Mona Gloria, 1949
- 1063. En cherchant l'oubli par Anny Lorn, 1949
- 1127. Petit cœur, grand amour par Francine Robert, 1953
- 1130. Maudit Argent par Alec d'Ayrolles, 1953
- 1193. Deux fois voleur d'amour par Jacques Sanluys, 1956
- 1194. Ce couple est dangereux par Ariette Prêle , 1956
- 1200. Cœur dans la nuit par Jacques Sanluys, 1956
- 1214. Passion sans espoir par Ariette Prêle , 1956
- 1215. La Dame de pique par Rebecca Vence, 1956
- 1216. Amour sans espoir par Huguette Gilles, 1957
- 1217. L'Inaccessible Domenica par Duke Temple, 1957
- 1218. Le Rossignol du Rhin par Viane Mériel, 1957
- 1219. Fuis l'amour par Jacques Sanluys, 1957
- 1220. L'Ombre d'un amour par France Noël, 1957
- 1221. L'Imposteur par Anna Michel, 1957
- 1222. Triste Amour par Anne Claire, 1957
- 1223. Choisir l'amour par Philippe Charmont, 1957
- 1224. Ce fut mon premier amour, 1957
- 1248. Un mari à vendre par Huguette Gilles, 1958
- 1249. Jolie comme elle l'était par Rebecca Vence, 1958
- 1250. L'Impossible Oubli par Simone Vidal, 1958
- 1251. Une petite peste par France Noël, 1958
- 1252. Trop de chance par Alex Peck, 1958
- 1254. L'Envoûtement par Rebecca Vence, 1958
- 1256. Vers notre bonheur par Pierre Peter, 1958
- 1257. Le Relais fleuri par Anna Michel, 1958
- 1258. L'Amour au multiple visage par Laurette Jacques, 1958
- 1259. Aventure d'un soir par Rochelle Creed, 1958
- 1260. Trois amours, un seul bonheur par Pierre Peter, 1958
- 1261.  Cœurs en détresse par Anna Michel, 1958
- 1262. Larmes pour un bonheur par Pierre Korat, 1958